# フランドルの冬
『フランドルの冬』（フランドルのふゆ）は、加賀乙彦の小説である。北フランスの精神病院で生活する人々の孤独、愛の不在、生への倦怠を実存的に捉え、著者の名前を一躍不動のものにした。
本作は、加賀がフランス政府給費留学生として北フランスのフランドル地方、パ＝ド＝カレー県の県立サンヴナン精神病院の内勤医として働いていた時代の体験に基づき、創作を加えたものである。1960年、東京大学附属病院精神科助手を務める傍ら、作品の稿に着手した。1961年、戸隠の旅館にこもり、原稿を書き継ぐ。
1966年8月、『フランドルの冬』第一章が太宰治賞次席として雑誌『展望』に掲載、1967年に筑摩書房より刊行され、翌1968年、芸術選奨新人賞を受賞した。1972年、新潮文庫に収録され、1980年「新潮現代文学」の一冊になった。